# Brachiaria polyphylla
Brachiaria polyphylla är en gräsart som först beskrevs av Robert Brown, och fick sitt nu gällande namn av Dorothy Kate Hughes. Brachiaria polyphylla ingår i släktet Brachiaria och familjen gräs. Inga underarter finns listade i Catalogue of Life.